# Microbotryum aviculare
Microbotryum aviculare är en svampart som först beskrevs av Liro, och fick sitt nu gällande namn av Vánky 1998. Microbotryum aviculare ingår i släktet Microbotryum och familjen Microbotryaceae.   Inga underarter finns listade i Catalogue of Life.